# Marta de Cidrac
Marta de Cidrac, née Saada le 13 juin 1964 à Bankya (Bulgarie), est une femme politique française. Membre du parti Les Républicains, elle est sénatrice des Yvelines depuis 2017.

## Carrière professionnelle
Marta de Cidrac est architecte de profession. Elle a développé son propre cabinet d’architecture à Saint-Germain-en-Laye avant de s’investir dans la vie politique de la commune. Elle a été enseignante en construction à l’université de Cergy-Pontoise.

## Carrière politique

### À Saint-Germain-en-Laye
En 2008, lors des élections municipales à Saint-Germain-en-Laye, Marta de Cidrac figure sur la liste municipale d'Emmanuel Lamy, maire sortant. Elle est élue et devient adjointe.
Aux élections municipales de 2014, elle figure de nouveau sur la liste d'Emmanuel Lamy et devient première adjointe chargée des solidarités, du logement et de l'emploi. À ce titre, elle devient présidente de la Mission locale de Saint-Germain. Elle est également élue conseillère communautaire de la communauté d'agglomération Saint-Germain Boucles-de-Seine.
Membre du réseau « Élues locales » depuis le début des années 2010, elle fonde « Élues locales des Yvelines » (ELY).

### Sénatrice des Yvelines
En 2017, Marta de Cidrac est élue sénatrice des Yvelines,, sur la liste menée par Gérard Larcher, Président du Sénat sortant. Elle démissionne alors de son poste d'adjointe pour non-cumul des mandats, et peut conserver son mandat de conseillère municipale.
En 2020, Marta de Cidrac étudie la place et la représentation des femmes dans les médias audiovisuels. Les auditions s'inscrivent dans le cadre d'un rapport d'information,. Elle est rapporteure de la loi relative à la lutte contre le gaspillage et à l’économie circulaire, dite loi Agec, et vice présidente de la commission de l’aménagement du territoire,.
Elle se montre défavorable à la notion d'écocide durant l’examen du projet de loi Climat au Sénat en 2021.